# ルートヴィヒ・フォン・バーデン (1865-1888)
ルートヴィヒ・ヴィルヘルム・カール・フリードリヒ・ベルトルト・フォン・バーデン（ドイツ語: Ludwig Wilhelm Karl Friedrich Berthold von Baden, 1865年6月12日 - 1888年2月23日）は、ドイツの旧諸侯バーデン大公家の一員。

## 生涯

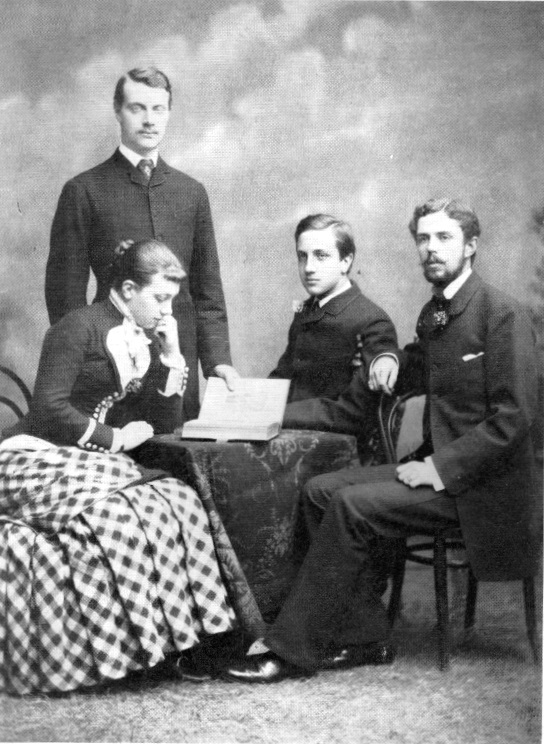
ルートヴィヒ（右から2番目）と兄フリードリヒ、姉ヴィクトリア、その婚約者のスウェーデン王太子グスタフ（1882年）

バーデン大公フリードリヒ1世とその妻でドイツ皇帝ヴィルヘルム1世の娘であるプロイセン王女ルイーゼの間の第3子、次男として生まれた。兄フリードリヒ2世がバーデン大公家の家督を継ぎ、姉のヴィクトリアはスウェーデン王グスタフ5世の妃となった。地元のハイデルベルク大学で学び、スエヴィア・ハイデルベルク学生団（Corps Suevia Heidelberg）の一員となった。大学を出た後、軍務を始めてすぐに死去した。公式発表では肺炎により死亡したとされたが、本当の死因は決闘であったと言われている。遺骸はカールスルーエの大公家霊廟（Großherzogliche Grabkapelle Karlsruhe）に葬られ、墓石の彫像は彫刻家ヘルマン・フォルツ（Hermann Volz）によって制作された。